# Micrabraxas melanodonta
Micrabraxas melanodonta är en fjärilsart som beskrevs av George Francis Hampson 1907. Micrabraxas melanodonta ingår i släktet Micrabraxas och familjen mätare. Inga underarter finns listade i Catalogue of Life.